# 白潮 (朝鮮の雑誌)
『白潮』（1922‐1923）は朝鮮の文芸雑誌。

## 概要
創刊号は1922年1月9日に発行された。編集者は洪思容、発行人はアメリカ人のヘンリー・アペンゼラー（Henry Dodge Appenzeller、亜扁薛羅）、発行所は文化社、定価1冊60銭、142ページ。第2号は1922年5月25日に発行された。編集人は洪思容、発行人はアメリカ人のボイス夫人、発行所は文化社、定価70銭、152ページ。第3号は1923年9月6日に発行された。編集人は朴鍾和、発行人はロシア人のフェルヘロ、発行所は白潮社、定価90銭、216ページ。
創刊当時の同人は洪思容、朴鍾和、朴英熙、羅稲香、玄鎮健、盧子泳、鄭栢、崔承一。表紙の絵は安碩柱が担当した。鄭栢、崔承一は同人であるが『白潮』に掲載された作品はない。第2号に李光洙、第3号に金基鎮、方定煥が加わる。同人結成当時、朴鍾和、洪思容は徽文義塾の学生であり、朴英熙、羅稲香らは培材学堂の学生であり、その他同人達も20代前後の若い青年達であった。その資金運営は厳しく、後援者の金徳基、洪思中の協力を得て、構想から4年かけて出版にこぎつけた。当初は『白潮』を文芸雑誌とする一方、思想雑誌として『黒潮』を出版する予定であったが、これは実現されなかった。発行人に外国人を求めたのは、朝鮮人の発行であると日帝当局の事前検閲を受けるが、外国人の発行の場合、それを免れることができたためである。
『白潮』は第3号を以て廃刊となるが、朝鮮文学史上、『創造』『廃墟』『朝鮮文学』『霊台』等と並ぶ純文学雑誌として大きな貢献を果たした。

## 作品
浪漫主義文学が主である

### 創刊号
- 「密室へ行く」（詩、朴鍾和）
- 「末世の欷嘆」（詩、李相和）
- 「若者の時代」（小説、羅稲香）

### 第二号
- 「星を抱けば泣かない」（小説、羅稲香）
- 「蹂躙」（小説、玄鎮健）
- 「夢の国へ」（詩、朴英熙）
- 「春は行ったのです」（詩、洪思容）
- 「黒房悲曲」（詩、朴鍾和）

### 第三号
- 「私の寝室へ」（詩、李相和）
- 「流れる水をつかんで」（詩、洪思容）
- 「私は王である」（詩、洪思容）
- 「それはすべて夢だったが」（詩、洪思容）
- 「女理髪師」（小説、羅稲香）
- 「首をくくられる女」（小説、朴鍾和）
- 「死より痛い」（戯曲、朴鍾和）